# Liste der Kulturgüter in Oberdorf NW
Die Liste der Kulturgüter in Oberdorf enthält alle Objekte in der Gemeinde Oberdorf im Kanton Nidwalden, die gemäss der Haager Konvention zum Schutz von Kulturgut bei bewaffneten Konflikten, dem Bundesgesetz vom 20. Juni 2014 über den Schutz der Kulturgüter bei bewaffneten Konflikten sowie der Verordnung vom 29. Oktober 2014 über den Schutz der Kulturgüter bei bewaffneten Konflikten unter Schutz stehen.
Objekte der Kategorie A sind im Gemeindegebiet nicht ausgewiesen, Objekte der Kategorie B sind vollständig in der Liste enthalten, Objekte der Kategorie C fehlen zurzeit (Stand: 1. Januar 2023).

## Kulturgüter
| Foto | | Objekt                                                                            | Kat. | Typ | Standort                                           | Beschreibung |
| ---- | --- | --------------------------------------------------------------------------------- | ---- | --- | -------------------------------------------------- | ------------ |
| BW   | Datei hochladen · Wikidata zu Alp Müllerboden (Q29786165)                                                     | Alp Müllerboden KGS-Nr.: 04186                                                    | B    | G   | Ober Müllerboden N.N. 674440 / 198999              |              |
| BW   | Datei hochladen · Wikidata zu Bauernhaus Hostatt (Q29786167)                                                  | Bauernhaus Hostatt KGS-Nr.: 04187                                                 | B    | G   | St.-Heinrich-Strasse 6 671427 / 200792             |              |
| ja   | Datei hochladen · Wikidata zu Haus Hostettli (Q29786169)                                                      | Haus Hostettli KGS-Nr.: 04188                                                     | B    | G   | Engelbergstrasse 88 671524 / 200715                |              |
| ja   | Datei hochladen · Wikidata zu Kapelle St. Anna (Q29786170)                                                    | Kapelle St. Anna KGS-Nr.: 04189                                                   | B    | G   | Waltersbergstrasse N.N. 672920 / 201299            |              |
| ja   | Datei hochladen · Wikidata zu Wallfahrtskapelle St. Maria (Q29786172)                                         | Wallfahrtskapelle St. Maria KGS-Nr.: 04190                                        | B    | G   | Niederrickenbach, Klosterweg N.N. 675250 / 197759  |              |
| ja   | Datei hochladen · Wikidata zu Zeughaus (ehemaliges Kornhaus) (Q29786175)                                      | Zeughaus (ehemaliges Kornhaus) KGS-Nr.: 09052                                     | B    | G   | Wilstrasse 1 672150 / 201224                       |              |
| BW   | Datei hochladen · Wikidata zu Wohnhaus und Ökonomiegebäude mit neuem Zwischenbau (Q121438416)                 | Wohnhaus und Ökonomiegebäude mit neuem Zwischenbau KGS-Nr.: 16963                 | B    | G   | Engelbergstrasse 62 671235 / 200999                |              |
| ja   | Datei hochladen · Wikidata zu Wohnhaus «Bircher» (Q121438682)                                                 | Wohnhaus «Bircher» KGS-Nr.: 16964                                                 | B    | G   | St.-Heinrich-Strasse 11 671501 / 200725            |              |
| BW   | Datei hochladen · Wikidata zu Gästehaus Stäfeli (Q121438896)                                                  | Gästehaus Stäfeli KGS-Nr.: 16966                                                  | B    | G   | Klosterweg 6 675211 / 197871                       |              |
| BW   | Datei hochladen · Wikidata zu Speicher Unter Bleiki (Q121439063)                                              | Speicher Unter Bleiki KGS-Nr.: 16967                                              | B    | G   | Huebstrasse 3 670953 / 200486                      |              |
| BW   | Datei hochladen · Wikidata zu Wohnhaus Brückensitz (Q121440380)                                               | Wohnhaus Brückensitz KGS-Nr.: 16968                                               | B    | G   | Brückensitz 1 672859 / 199140                      |              |
| BW   | Datei hochladen · Wikidata zu Wohnhaus Bünt (Q121442064)                                                      | Wohnhaus Bünt KGS-Nr.: 16969                                                      | B    | G   | Bünt 3 671646 / 200689                             |              |
| BW   | Datei hochladen · Wikidata zu Mühlematt-Kapelle (Q121447913)                                                  | Mühlematt-Kapelle KGS-Nr.: 16970                                                  | B    | G   | Mühlematt 1.4 672097 / 200707                      |              |
| BW   | Datei hochladen · Wikidata zu Alphütte Ober Bleiki (Q121450275)                                               | Alphütte Ober Bleiki KGS-Nr.: 16971                                               | B    | G   | Niederrickenbach, Ober Bleiki N.N. 675783 / 198711 |              |
| BW   | Datei hochladen · Wikidata zu Kapelle St. Heinrich (Q121450306)                                               | Kapelle St. Heinrich KGS-Nr.: 16972                                               | B    | G   | St.-Heinrich-Strasse N.N. 671445 / 200785          |              |
| BW   | Datei hochladen · Wikidata zu Bauernhaus Oberhostatt (Q121450397)                                             | Bauernhaus Oberhostatt KGS-Nr.: 16973                                             | B    | G   | Waltersbergstrasse 9 673088 / 201287               |              |
| BW   | Datei hochladen · Wikidata zu Wohnhaus Wilgasssitz (Q121450827)                                               | Wohnhaus Wilgasssitz KGS-Nr.: 16974                                               | B    | G   | Wilgass 26 672586 / 201648                         |              |
| BW   | Datei hochladen · Wikidata zu Bruder-Klausen-Kirche Büren (mit Ausstattung der Vorgängerkapelle) (Q121450882) | Bruder-Klausen-Kirche Büren (mit Ausstattung der Vorgängerkapelle) KGS-Nr.: 16977 | B    | G   | Kirchstrasse N.N. 672998 / 199256                  |              |
| BW   | Datei hochladen · Wikidata zu Gallorömische Brandgräber Schulhausstrasse (Q121451602)                         | Schulhausstrasse, gallorömische Brandgräber KGS-Nr.: 17029                        | B    | F   | bei Schulhausstrasse 17, 19 671868 / 200887        |              |